# Avicennia marina
Avicennia marina,відомий як сірий мангр або білий мангр, — це вид мангрових дерев з родини рослин Акантові. Зустрічається в припливних зонах.

## Назва
На мові маорі називається манава.

## Поширення
Він поширений уздовж східного узбережжя Африки, південно західної, південної та південно-східної Азії та Австралії. Це одна з небагатьох мангрових заростей, що зустрічаються в посушливих районах прибережного Аравійського півострова, в основному в середовищі себкха в Об'єднаних Арабських Еміратах, Катарі, Бахрейні, Омані,, а також в подібні місця по обидва боки Червоного моря (в Ємені, Саудівській Аравії, Єгипті, Еритреї, і Судані), і Катарі а також на півдні Ірану вздовж узбережжя Перської затоки. Це характерний вид екорегіону мангрових заростей Південної Африки і є одним із трьох видів, що присутні в найпівденніших мангрових заростях Африки, в лимані річки Нагун в Південній Африці при 32 ° 56 'пд. Вид також зустрічається в Сомалі.
Близько 2700 кв. кілометрів мангрових лісів є в Червоному морі.

## Опис
Невелике дерево. Коріння, схоже на олівці, забирає повітря над поверхнею води. Квіти маленькі жовті. Плід у формі серця з крапкою при основі.
Зарості цієї рослини створюють екосистему, в якій проживає багато видів тварин. Тут підростають мальки риб, щоживуть у коралових рифах.

## Галерея

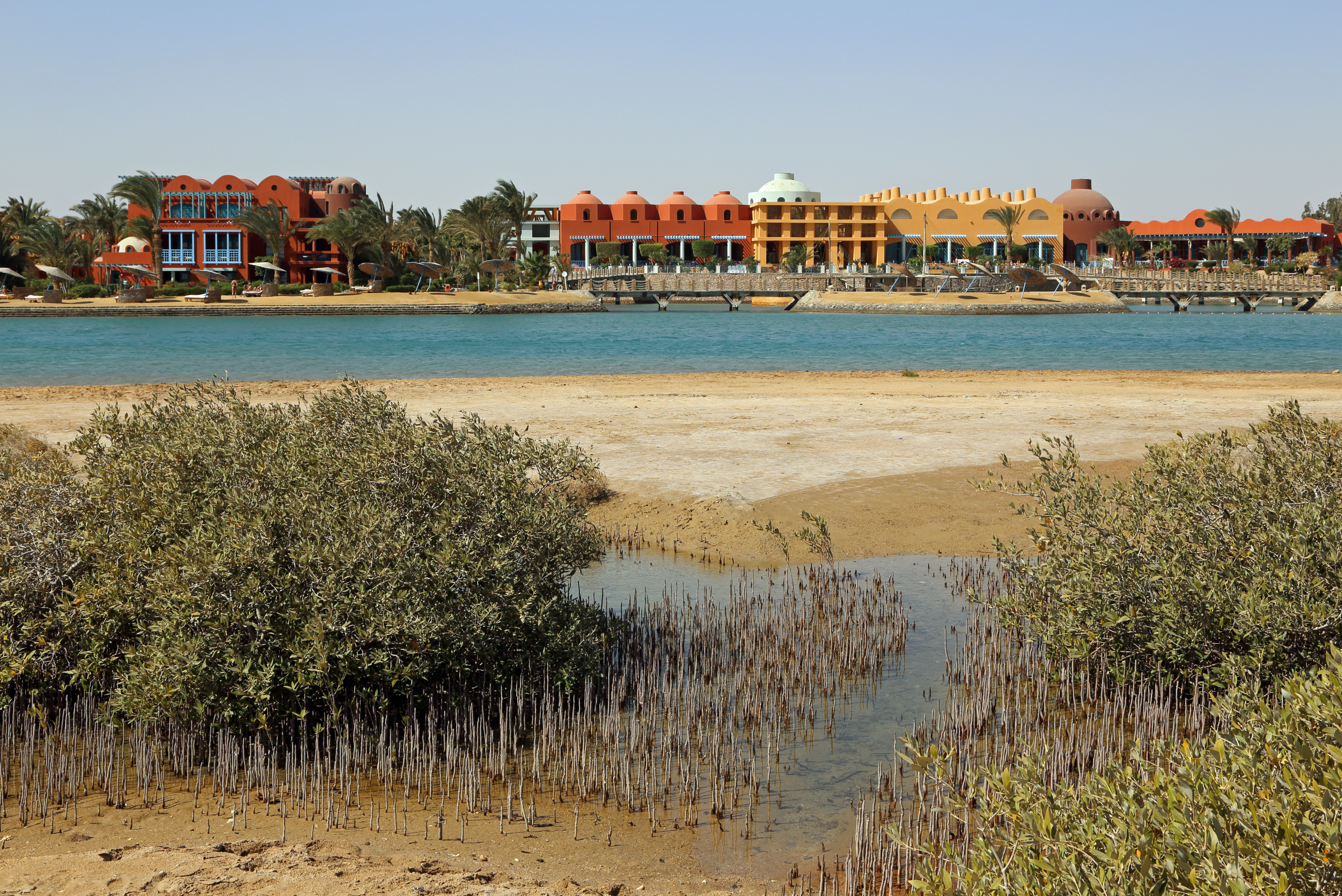
Зарості
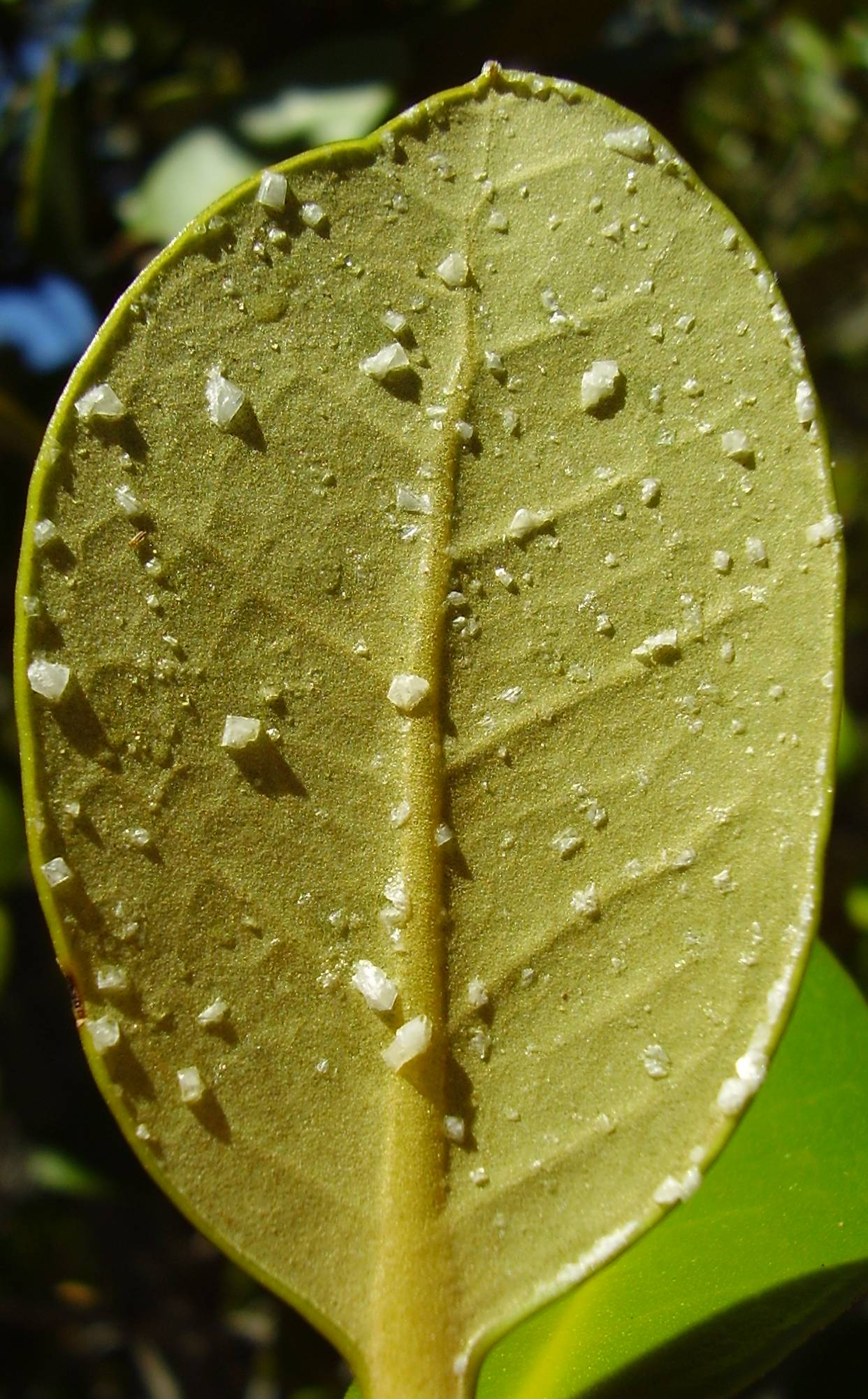
Виділяється сіль з нижньої сторони листка Avicennia marina var. resinifera
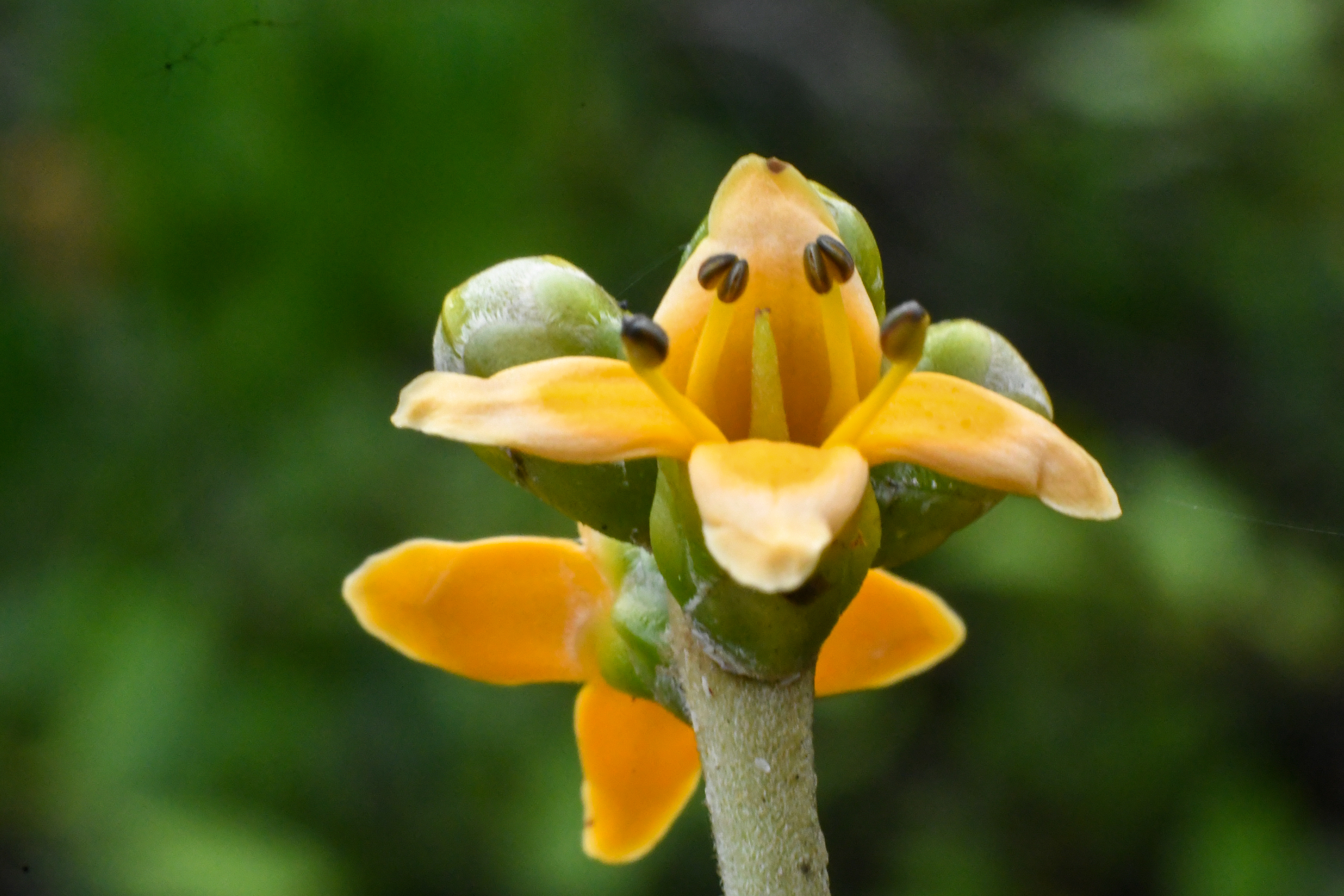
Квітка
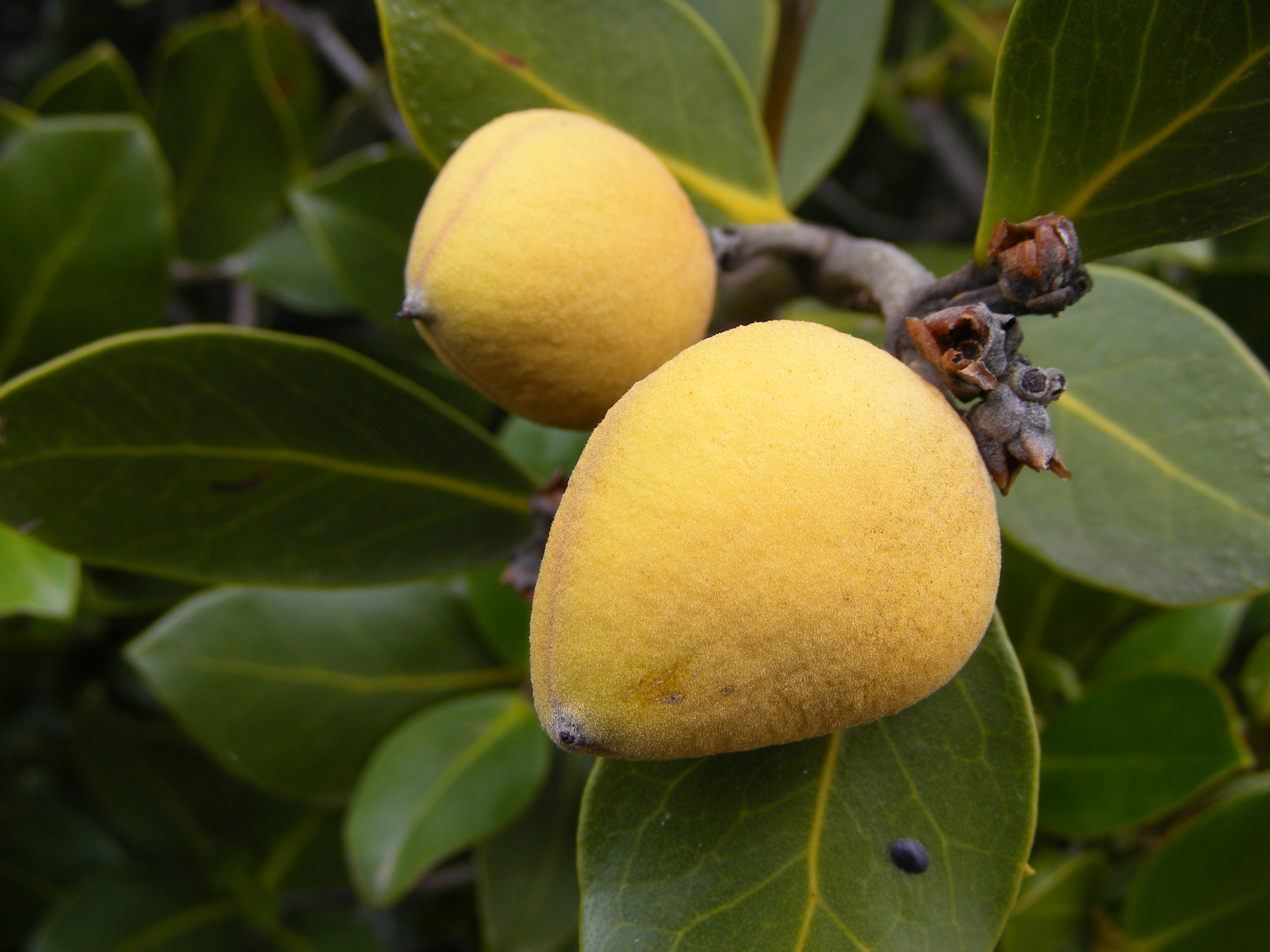
плоди Avicennia marina var. resinifera